# Meister von Dingolfing
Als Meister von Dingolfing wird der spätmittelalterliche Bildschnitzer bezeichnet, der um 1520 zwei Heiligenfiguren geschaffen hat.  Diese spätgotischen Holzplastiken befinden sich in der Kirche St. Johannes in Dingolfing und zeigen die Kirchenpatrone Evangelist Johannes und Johannes den Täufer. Die fast lebensgroßen Figuren sind beispielsweise durch den lebensnahen Faltenwurf ihrer Kleidung und die realistische Darstellung ihrer Haare Ausdruck für die stilistische Entwicklung einer starren Gotik, hin zu weichem, lebensnahem Realismus und gelten als Vertreter niederbayerischer Schnitzkultur „alten Stils“ am Übergang zur neuen Epoche der Renaissance.
Der Name des Künstlers ist nicht bekannt, daher wurde ihm nach seinem Werk in Dingolfing ein Notname gegeben. Eventuell handelt es sich bei dem Meister um Hans Leinberger.
Dem Meister von Dingolfing werden gelegentlich durch Stilvergleich noch andere Werke zugeschrieben.